# Tomislav Barbarić
Tomislav Barbarić (ur. 29 marca 1989 w Zagrzebiu) – chorwacki piłkarz występujący na pozycji obrońcy. Od 2018 zawodnik FK Atyrau.

## Kariera

### Kariera klubowa
Tomislav Barbarić jest wychowankiem Dinama Zagrzeb. W pierwszej kadrze klubu występuje od 2008 roku. W rundzie jesiennej sezonu 2008/2009 przebywał na wypożyczeniu w klubie NK Lokomotiva Zagrzeb. W 2012 roku był wypożyczony do klubu Istra 1961, a następnie ponownie wypożyczono go do Lokomotivy Zagrzeb. W 2014 przeszedł do Sturmu Graz. W 2015 został zawodnikiem RNK Split, a latem 2015 przeszedł do FK Sarajevo. W 2016 trafił do KV Kortrijk.
| Sezon     | Klub                  | Liga          | Mecze | Gole |
| --------- | --------------------- | ------------- | ----- | ---- |
| 2007/2008 | Dinamo Zagrzeb        | Prva HNL      | 5     | 0    |
| 2008/2009 | NK Lokomotiva         | Druga HNL     | 12    | 1    |
| 2008/2009 | Dinamo Zagrzeb        | Prva HNL      | 22    | 4    |
| 2009/2010 | Dinamo Zagrzeb        | Prva HNL      | 27    | 0    |
| 2010/2011 | Dinamo Zagrzeb        | Prva HNL      | 10    | 1    |
| 2011/2012 | Istra 1961            | Prva HNL      | 6     | 0    |
| 2012/2013 | NK Lokomotiva Zagrzeb | Prva HNL      | 27    | 4    |
| 2013/2014 | NK Lokomotiva Zagrzeb | Prva HNL      | 18    | 1    |
| 2014/2015 | Sturm Graz            | Bundesliga    | 7     | 0    |
| 2014/2015 | RNK Split             | Prva HNL      | 15    | 0    |
| 2015/2016 | FK Sarajevo           | Premier liga  | 23    | 3    |
| 2016/2017 | KV Kortrijk           | Eerste klasse | 10    | 1    |
| 2017/2018 | NK Rudeš              | Prva HNL      | 9     | 0    |

### Kariera reprezentacyjna
Tomislav Barbarić jest byłym reprezentantem młodzieżowych reprezentacji Chorwacji.

## Sukcesy
- Mistrzostwo Chorwacji (3): 2008, 2009, 2010
- Puchar Chorwacji (2): 2008, 2009